# Marlon Freitas
Marlon Rodrigues de Freitas (ur. 27 marca 1995 w Magé) – brazylijski piłkarz występujący na pozycji defensywnego lub środkowego pomocnika, od 2023 roku zawodnik Botafogo.